# Chrząchówek
Chrząchówek is een plaats in het Poolse district  Puławski, woiwodschap Lublin. De plaats maakt deel uit van de gemeente Końskowola en telt 465 inwoners.